# ...and the Beat Goes On!
...And The Beat Goes On – debiutancki album niemieckiej grupy Scooter wydany 31 stycznia 1995 roku. Promują go single: "Hyper Hyper", "Move Your Ass", "Friends" i "Endless Summer".
Album ...And The Beat Goes On najlepiej sprzedał się w Niemczech. Krążek zakupiło ponad 800 tys. fanów w Niemczech.

## Lista utworów
1. "Different Reality" – 5:33
2. "Move Your Ass" – 5:38
3. "Waiting For Spring" – 4:28
4. "Endless Summer" – 4:04
5. "Cosmos" – 6:06
6. "Rhapsody In E" – 6:02
7. "Hyper Hyper" – 5:00
8. "Raving In Mexico" – 6:05
9. "Beautiful Vibes" – 5:13
10. "Friends" – 5:10
11. "Faster Harder Scooter" – 5:06